# Luis Guzmán (acteur)
Ne doit pas être confondu avec Luis Guzmán (football, 1994) ou Luis Guzmán (football, 1918).
Pour les articles homonymes, voir Guzmán.
Luis Guzmán est un acteur portoricain né le 28 août 1956 à Cayey.

## Biographie
Luis Guzmán est né le 28 août 1956 à Cayey, Porto Rico.
Il a d’abord été travailleur social à New York, avant de se lancer dans le théâtre de rue, puis d'apparaître dans des séries télévisées.

### Vie privée
Il est marié depuis 1985 à Angelita Galarza-Guzman. Ils ont 7 enfants : Margarita Briggs-Guzman, Yemaya Briggs-Guzman, Cemi Briggs-Guzman, Yoruba Briggs-Guzman, Luna Briggs-Guzman, Jace O' Flynn Guzman, Clare Briggs-Guzman.

## Carrière
Sa carrière n’est composée que de seconds rôles, mais il a eu l’occasion de travailler avec de grands réalisateurs.
Ainsi, il a tourné :
- Black Rain avec Ridley Scott
- Family Business, Contre-enquête et L’Avocat du diable avec Sidney Lumet
- Mr. Wonderful avec Anthony Minghella
- L’Impasse et Snake Eyes avec Brian De Palma
- Boogie Nights, Magnolia et Punch-Drunk Love avec Paul Thomas Anderson
- Hors d’atteinte, L’Anglais et Traffic avec Steven Soderbergh
- L'Attaque du métro 123 avec Tony Scott.

Il apparaît aussi dans quelques comédies comme Miracle sur la 8e rue, Crocodile Dundee 2, Self Control, Bienvenue à Collinwood, Dumb and Dumberer, Les Désastreuses aventures des orphelins Baudelaire, Yes Man ou encore Ce que pensent les hommes et dans des films d'action (Rogue : L'Ultime Affrontement, Cleaner).

## Filmographie

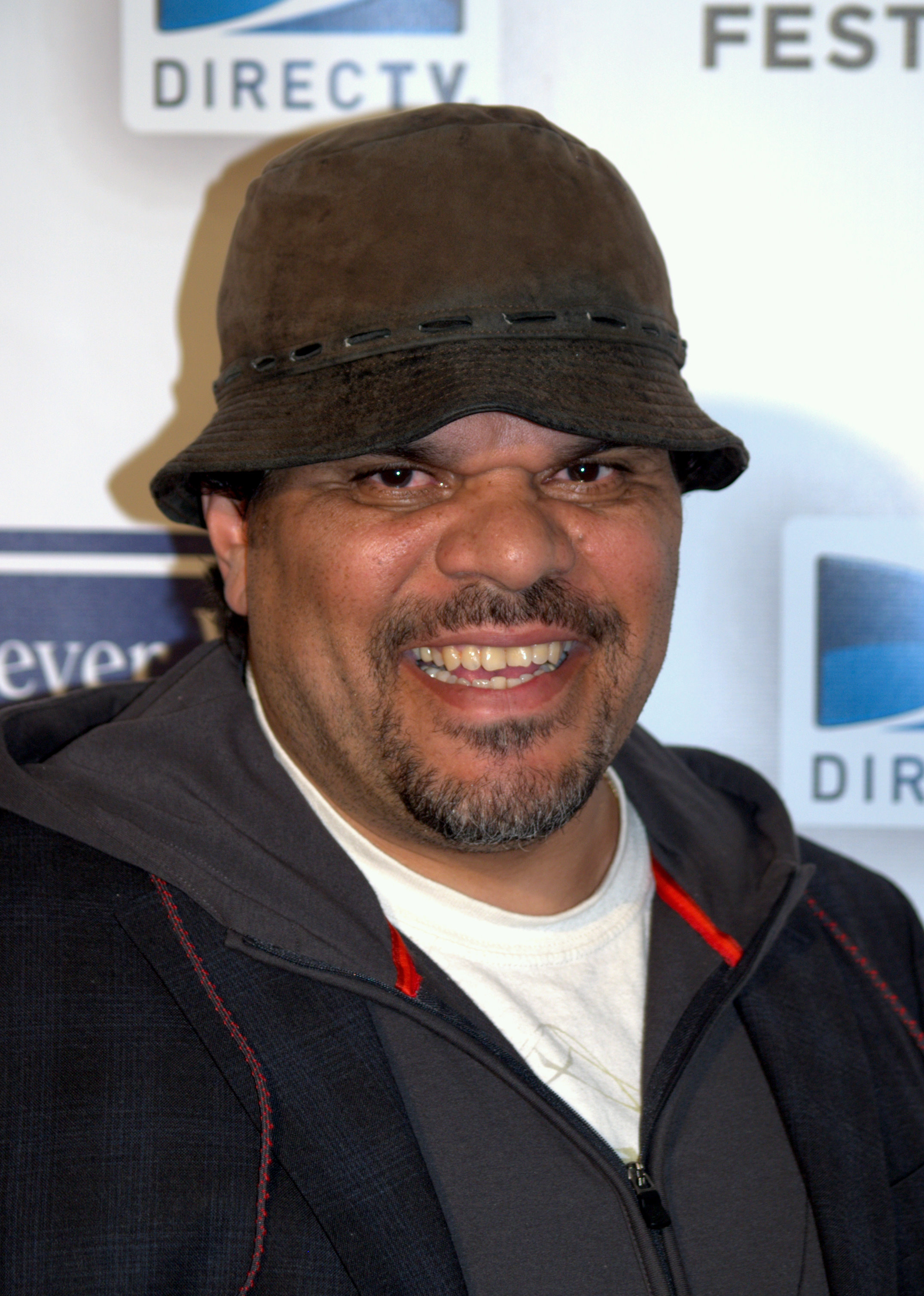
Luis Guzmán en 2009 au festival du film de Tribeca.

### Cinéma

#### Années 1980
- 1983 : Scarface de Brian de Palma : Un tueur
- 1983 : Variety de Bette Gordon
- 1987 : Miracle sur la 8e rue de Matthew Robbins
- 1988 : Crocodile Dundee 2 de John Cornell : Jose
- 1989 : Black Rain de Ridley Scott : Frankie
- 1989 : Coupable Ressemblance (True Believer) de Joseph Ruben : Ortega

#### Années 1990
- 1990 : Contre-enquête (Q & A) de Sidney Lumet : Det. Luis Valentin
- 1991 : La Manière forte (The Hard Way) de John Badham : détective Benny Pooley
- 1991 : McBain de James Glickenhaus : Papo
- 1993 : Mr. Wonderful d'Anthony Minghella : Juice
- 1993 : L'Impasse (Carlito's Way) de Brian De Palma : Pachanga
- 1994 : Deux cow-boys à New York (The Cowboy Way) de Gregg Champion : Chango
- 1996 : The Substitute de Robert Mandel : Rem
- 1997 : Boogie Nights de Paul Thomas Anderson : Maurice Rodriguez
- 1997 : The Brave de Johnny Depp : Luis
- 1998 : Snake Eyes de Brian De Palma : Cyrus
- 1998 : Pur et dur (One Tough Cop) de Bruno Barreto : Gunman Popi
- 1998 : Hors d'atteinte (Out of Sight) de Steven Soderbergh : Chino
- 1999 : Magnolia de Paul Thomas Anderson : Luis
- 1999 : Bone Collector (The Bone Collector) de Phillip Noyce : Eddie Ortiz
- 1999 : L'Anglais (The Limey) de Steven Soderbergh : Eduardo Roel

#### Années 2000
- 2000 : Traffic de Steven Soderbergh : Ray Castro
- 2002 : Punch-Drunk Love - Ivre d'amour (Punch-Drunk Love) de Paul Thomas Anderson : Lance
- 2002 : Pluto Nash (The Adventures of Pluto Nash) de Ron Underwood : Felix Laranga
- 2002 : Self Control (Anger Management) de Peter Segal : Lou
- 2002 : La Vengeance de Monte-Cristo (The Count of Monte Cristo) de Kevin Reynolds : Jacopo
- 2002 : Bienvenue à Collinwood (Welcome to Collinwood) de Anthony et Joe Russo : Cosimo
- 2003 : Le Maître du jeu (Runaway Jury) de Gary Fleder : Jerry Hernandez
- 2003 : Dumb & Dumberer : quand Harry rencontra Lloyd (Dumb and Dumberer: When Harry Met Lloyd) de Troy Miller : Ray
- 2004 : Les Désastreuses aventures des orphelins Baudelaire (Lemony Snicket's A Series of Unfortunate Events) de Brad Silberling : l'homme chauve
- 2005 : Service non compris (Waiting...) de Rob McKittrick : Raddimus
- 2005 : L'Impasse : De la rue au pouvoir (Carlito's Way: Rise to Power), de Michael Scott Bregman : Nacho Reyes
- 2005 : Dreamer (Dreamer : Inspired by a True Story) de John Gatins : Balon
- 2006 : Fast Food Nation de Richard Linklater : Benny
- 2007 : Rogue : L'Ultime Affrontement (War) de Philip G. Atwell : Benny
- 2008 : Cleaner de Renny Harlin : Jim Vargas
- 2008 : Yes Man de Peyton Reed : L'homme suicidaire
- 2009 : Ce que pensent les hommes (He's Just Not That Into You) de Ken Kwapis : Javier
- 2009 : Fighting de Dito Montiel : Martinez
- 2009 : L'Attaque du métro 123 (The Taking of Pelham 123) de Tony Scott : Phil Ramos

#### Années 2010
- 2011 : Arthur, un amour de milliardaire (Arthur) de Jason Winer : Bitterman
- 2011 : The Caller de Matthew Parkhill : George
- 2012 : Voyage au centre de la Terre 2 : l'île mystérieuse (Journey 2,The Mysterious Island) de Brad Peyton : Gabato
- 2013 : Le Dernier Rempart (The Last Stand) de Kim Jee-woon : Mike Figuerola
- 2013 : La Voie de l'ennemi (Two Men in Town) de Rachid Bouchareb : Terence
- 2013 : Les Miller, une famille en herbe (We're the Millers) de Rawson Marshall Thurber : Policier mexicain
- 2014 : Top Five de Chris Rock : Bobby Le flic
- 2015 : Des Portoricains à Paris (Puerto Ricans in Paris) de Ian Edelman : Luis
- 2015 : Ana Maria in Novela Land de Georgina Garcia Riedel : Schmidt
- 2016 : Keanu de Peter Atencio : Bacon
- 2016 : The Do-Over de Steven Brill : Jorge
- 2017 : 11 septembre (9/11) de Martin Guigui : Eddie
- 2018 : Le Flic de Belleville de Rachid Bouchareb : Ricardo Garcia

#### Années 2020
- 2022 : Entergalactic de Fletcher Moules : Huge Mover (voix)
- 2023 : Genie de Sam Boyd : Perez
- 2024 : Le Flic de Beverly Hills : Axel F. (Beverly Hills Cop: Axel F) de Mark Molloy : Chalino Valdemoro
- 2025 : Ravage (Havoc) de Gareth Evans : Raul
- 2025 : Guns Up d'Edward Drake : Ignatius Locke

### Télévision

#### Séries télévisées
- 1991 : New York District
- 1993 : New York Police Blues : Hector Martinez
- 1993 :  Walker, Texas Ranger saison 2 épisode 2 : Gomez
- 1998 - 2000 : Oz : Raoul Hernandez
- 2006 : Hard Luck : Mendez
- 2010 : How to Make It in America : Rene Calderon
- 2011 : Community : Lui-même
- 2015 : Narcos : José Rodríguez Gacha
- 2015 - 2018 : Code Black : Jessie Sallander « Maman »
- 2018 - 2020 : Shameless : Mikey O'Shea
- 2019 : Godfather of Harlem : Alejandro 'El Guapo' Villabuena
- 2020 : Hightown : Jorge Cuevas
- 2022 - 2025 : Mercredi (Wednesday) d'Alfred Gough et Miles Millar : Gomez Addams (série télévisée)
- 2022 : The Resort : Illan Iberra
- 2023 : Poker Face

#### Téléfilm
- 1996 : On Seventh Avenue de Jeff Bleckner : Eddie Diaz

### Jeux vidéo
- 2002 : Grand Theft Auto: Vice City : la voix de Ricardo Diaz
- 2006 : Grand Theft Auto: Vice City Stories : la voix de Ricardo Diaz

### Clips
- 2013 : Gorilla de Bruno Mars : le patron du bar « La Jungla »

## Voix francophones
En France, Enrique Carballido est la voix française régulière de Luis Guzmán. Marc Alfos et Marc Saez l'ont également doublé à six et cinq reprises. 
Au Québec, il est régulièrement doublé par Manuel Tadros.